# Pseudanthias townsendi
Pseudanthias townsendi és una espècie de peix de la família dels serrànids i de l'ordre dels perciformes.

## Morfologia
- Els mascles poden assolir 9 cm de longitud total.[4][5]

## Hàbitat
És un peix marí de clima tropical que viu entre 15-63 m de fondària.

## Distribució geogràfica
Es troba des del Golf Pèrsic fins al sud d'Oman i el sud de l'Iran.